# Liutgart (Elten)
Liutgart (* vor 955; † vor 996 durch Gift) war die Tochter des Grafen Wichmann von Hamaland und die erste Äbtissin des Stifts Elten.

## Leben
Liutgart war die älteste Tochter des Grafen Wichmann von Hamaland und Liutgart, der Tochter des Grafen Arnulf I. von Flandern. Der Tod ihrer Mutter 962 und schon vor 968 dann der Tod ihres einzigen Bruders, veranlassten ihren Vater zur Gründung eines Damenstifts auf dem Eltenberg. Liutgart wurde 970 dessen erste Äbtissin und übertrug neben dem großen Teil seines Besitzes und Vermögens, den ihr Vater an den Stift gab, ihr gesamtes Erbe an die neue Gründung. An ihren neuen Titel knüpfte sich auch eine Weiterführung ihres höfischen Lebens, da die adligen Frauen des Stifts zwar ehelos lebten, allerdings kein Ordensgelübde ablegten.
Mit dem Tod ihres Vaters 973 begann ein erbitterter Streit um den Besitz des Stifts Elten. Adela, die jüngere Schwester Liutgarts, forderte Teile der Schenkung zurück. Diese war laut Adela nicht rechtens, da sie nach dem Lex Saxonum ihre Zustimmung als Erbin erfordert hätte, die sie nicht gegeben hatte. Im darauffolgenden Konflikt brannten unter anderem Verbündete Liutgarts Adelas Burg nieder. Zwischenzeitlich versuchte auch der Kaiser Otto II. schlichtend einzugreifen, hatte jedoch keinen Erfolg. Der Streit endete erst als Liutgart 996 durch Gifteinwirkung starb. Natürlich fiel der Verdacht dafür auf Adela, wer genau dafür verantwortlich war, wurde jedoch nie abschließend geklärt.
In der älteren Literatur wird an einigen Stellen die Auffassung vertreten, dass Liutgart bereits 990 verstorben sei und das bis 996 eine weitere Liutgart Äbtissin von Elten war.